# Stone Cold Steve Austin
Steve Austin (născut Steven James Anderson; n. 18 decembrie 1964), cunoscut sub numele din ring "Stone Cold" Steve Austin, este un wrestler profesionist care a activat în World Championship Wrestling (WCW), în Extreme Championship Wrestilng (ECW) și în World Wrestilng Federation (WWF), care a devenit în 2002 World Wrestling Entertainment. Austin este unul dintre cele mai mari legende din WWF/E deținând de 6 ori titlul WWE și învingând nume precum The Rock, Undertaker, Kane, Lesnar, Jericho și alții. El a fost și arbitru la bătălia de la Wrestlemania 23, câștigând atunci Bobby Lashley împotriva lui Umaga, protejându-l pe Donald Trump, iar Vince Mcmahon fiind ras în cap. A fost arbitru la cyber sunday 2008 între Chris Jericho și Batista.
În 2009 la Wrestlemania 25 el s-a retras, motivul fiind accidentările tot mai frecvente. 
A deținut de 6 ori centura WWF Championship, de 4 ori centura la echipe, o dată centura Million Dollar, a câștigat de 3 ori Royal Rumbelul (1997,1998,2001), a deținut de 2 ori centura intercontinentală, clasificare în WWE Hall of Fame(2009).
A fost guest host la Monday Night Raw în 15 martie 2010. Acest băutor de bere folosea o manevră pe nume Stunner.

## Cariera

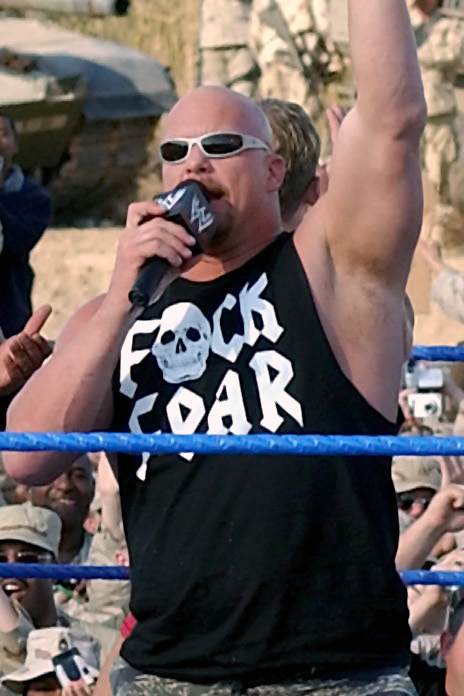

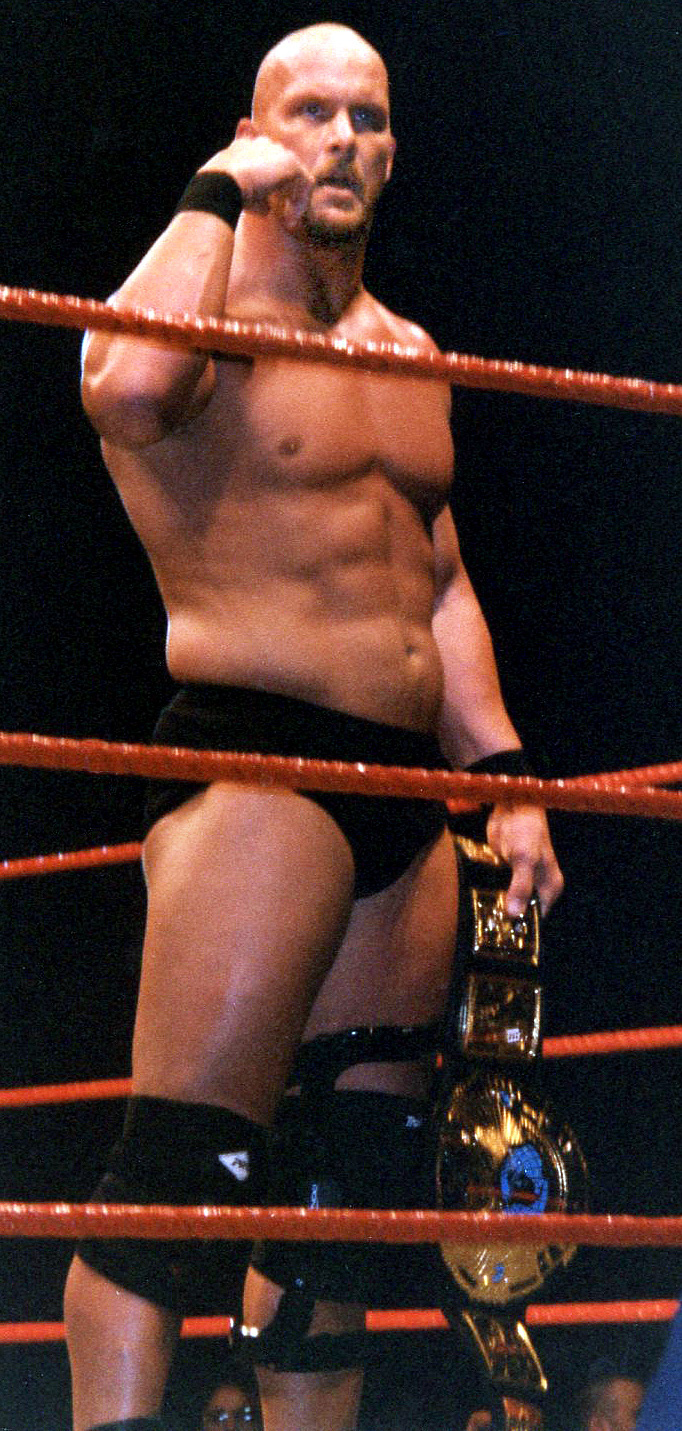
Austin ca și campion WWF

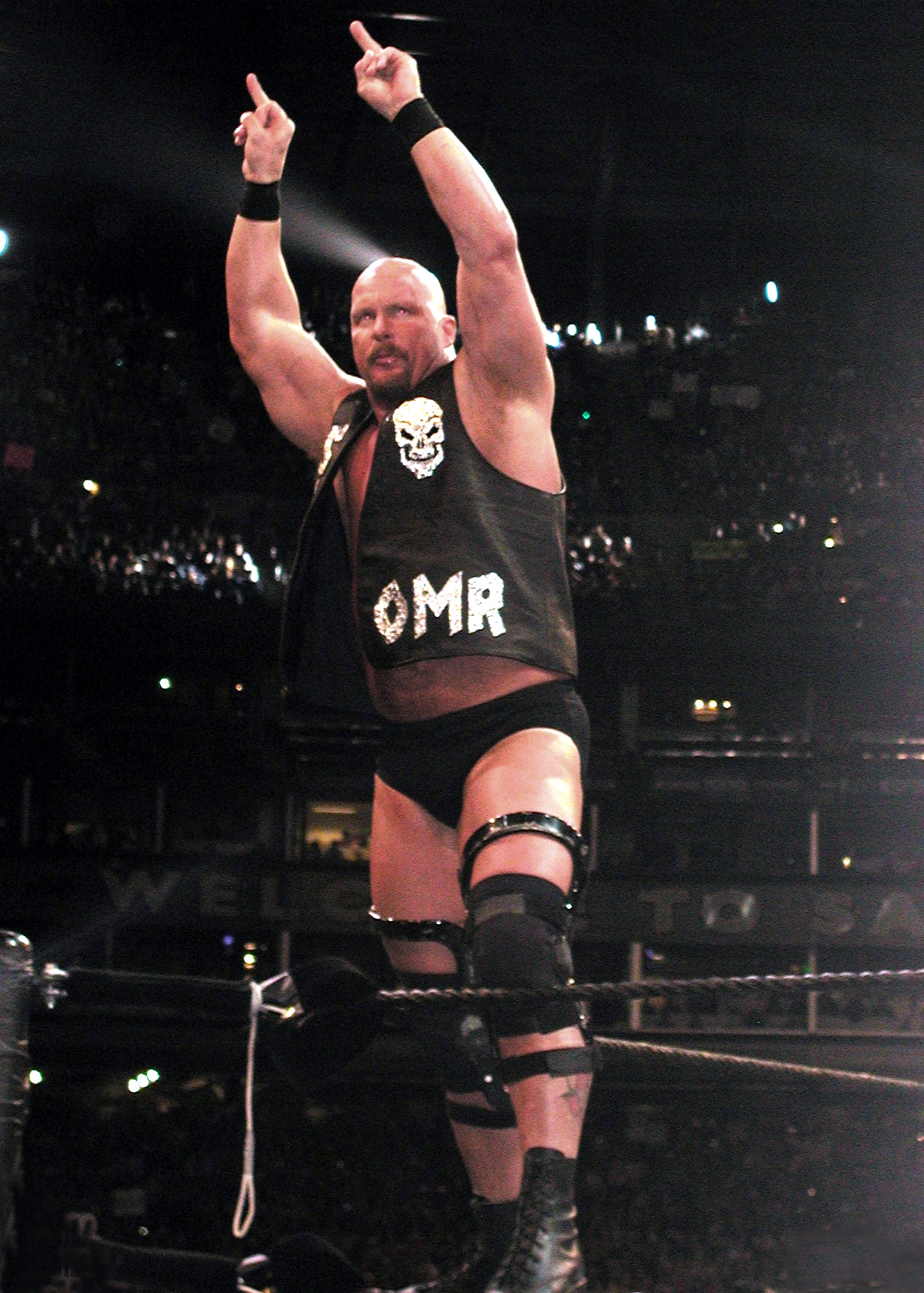
Intrarea tradițională a lui Austin pe ring

Austin și-a început cariera în anul 1989, în World Class Championship Wrestling. În acest timp, el a fost antrenat de către Chris Adams, cu care a avut și un feud în respectiva federație. În această federație a avut numele de "Mr.Death" Steve Williams. În anul 1991, Austin a debutat sub numele de "Stunning" Steve Austin. Numele de "Stunning" a provenit de la finisherul său ce și l-a păstrat și până în zilele de azi, și anume "Stone Cold Stunner".

### World Wrestling Federation
Austin a făcut parte din rosterul WCW până în anul 1995, după ce a fost concediat de către Eric Bischoff. Cât timp a făcut parte din WCW, a reușit să dețină de 2 ori titlul Statelor Unite, de 2 ori titlul Television și odată titlurile pe echipe ale WCW împreună cu Brian Pillman. După ce a fost concediat din WCW, s-a dus în Extreme Championship Wrestling, având numele de "Superstar" Steve Austin. În ECW,a avut feuduri cu ECW Originalul Sandman și cu Mikey Whipreck. Contractul cu ECW a durat doar câteva luni, urmând să plece în World Wrestling Federation, unde a fost punctul culminant al carierei sale. În WWF a activat până în anul 2003, după ce a fost obligat să se retragă din cauza unor accidentări la gât, genunchi și gleznă. În anul 1995 a folosit la început numele de "The Ringmaster" fiind manageriat de către Ted DiBiase, ce i-a acordat centura sa Million Dollar, după ce a fost forțat să părăsească WWF-ul și l-a rugat pe Austin să lupte în onoarea sa. 
Anul 1996 a fost unul dintre cei mai de succes ani din cariera sa, reușind să câștige la Pay-Per-View-ul King of The Ring, titlul cu același nume. În acest King of The Ring, Austin i-a învins pe HHH, în semifinale pe Marc Melo, iar apoi în finală pe Jake "The Snake" Roberts. O expresie la modă și în zilele noastre spunându-i lui Roberts că "Austin 3:16 says I just whipped your ass" invocând un psalm din Biblie a lui Ioan, cu cifra 3:16. De la acest citat, el a mai primit porecla și de "Austin 3:16". În restul anului, după pay-per-view, a avut feuduri cu HHH, cu Yokozuna și cu Bret Hart. În anul 1997, la pay-per-view-ul Royal Rumble,a fost un eveniment foarte controversat, Austin a rămas ultimul împreună cu Bret Hart, Hart a reușit să îl elimine din ring, dar oficialii nu au văzut, și Austin reușește să revină în ring și să îl elimine pe Hart.În acest an, a reușit să dețină de două ori titlurile de echipe cu Shawn Michaels și cu Mick Foley, și a câștigat centura Intercontinentală în fața lui Owen Hart, dar Hart a reușit să o recupereze în peste o lună. Stone Cold Steve Austin a reușit să o recâștige tot peste o lună, în noiembrie, dar a pierdut-o în fața lui The Rock în decembrie. La finalul anului, a avut un feud cu The Rock,un feud ce avea să continue în mai mulți, fiind unul dintre cele mai cunoscute și strălucite feuduri din istoria wrestlingului mondial. În anul 1998, pentru a 2-a oară consecutiv "The Texas RattleSnake" a reușit să câștige Royal Rumble. În acest an, a reușit, de asemenea, să dețină de 2 ori centura WWF. Prima dată când a deținut-o a reușit să o câștige în fața lui Shawn Michaels. Peste 3 luni, a pierdut-o în fața lui Kane, la evenimentul King of The Ring. În aceste 3 luni, Vince McMahon a făcut aproape orice ca Stone Cold să piardă centura, dar el a reușit să iasă campion din toate aceste încercări. În următoarea seră de după King of The Ring, la RAW, a reușit să își recapete centura de la Kane. Până în anul 1999, mai exact până la Wrestlemania 15, Austin nu a mai deținut nicio centură, continuându-și feudul cu McMahon. Austin a câștigat centura WWF în fața lui The Rock. Peste 2 luni, la "Over The Edge" avea să piardă centura în fața lui The Undertaker. După o seară de la King of The Ring 1999, a reușit să își recapete centura în fața lui The Undertaker. Stone Cold din nou a pierdut centura, în fața lui Mankind la SummerSlam 1999 într-un Triple Threat Match în care a participat și Triple H. În anul 2000, a participat la un Hell in a Cell la Armageddon într-un meci cu The Rock, Kurt Angle, The Undertaker, Rikishi și Triple H pentru centura WWF. Meciul a fost câștigat de către Kurt Angle. În anul 2001, a reușit pentru a 3-a oară în cariera sa să câștige Royal Rumble, reușind să aibă meci în main eventul de la Wrestlemania X-7 cu The Rock, pornind astfel unul dintre cele mai bune feuduri din istoria wrestlingului mondial. La Wrestlemania X-7, Stone Cold Steve Austin a reușit să câștige pentru a 5-a oară în cariera sa într-un meci extraordinar, fiind catalogat unul dintre cele mai bune meciuri din istorie. La Backlash, a făcut echipă cu Triple H, formând un tag team, unul chiar de succes, format dintre cei mai buni wrestleri heel din federație. Împreună au reușit să câștige titlurile pe echipe în fața Brothers Of Destruction, adică în fața lui The Undertaker și a lui Kane. În octombrie, Austin a pierdut centura WWF în fața lui Kurt Angle, având un feud cu el. Feudul cu Angle a continuat, iar peste aproape o lună a reușit pentru 6-a oară, și pentru ultima oară, să câștige centura WWF. Peste 2 luni, a pierdut-o în fața lui Chris Jericho. De atunci, Stone Cold nu a mai deținut nicio centură, având doar feuduri. Aceste feuduri au fost cu New World Order, format din Scott Hall, Hulk Hogan și Kevin Nash, cu Eddie Guerrero și cu Brock Lesnar. 
Anul 2003 a fost anul în care Stone Cold Steve Austin s-a retras din wrestling, din cauza unor accidentări la gât, genunchi și gleznă. Ultimul său meci oficial a avut loc la Wrestlemania XIX, cu The Rock, meci pe care Austin l-a pierdut. Seara următoare, la RAW, Austin a fost concediat de către Eric Bischoff. De atunci, el a avut doar apariții episodice, până în anul 2007, limitându-se doar la prezente în concursuri pentru băutuori de bere, și de 2 ori a fost arbitru special la Wrestlemania XX, în meciul dintre Brock Lesnar și Goldberg, iar la Wrestlemania 23 a fost arbitru în meciul Bobby Lashley/w Donald Trump vs Umaga/w Vince McMahon într-un Hair vs Hair Match. Ultima apariție și-a făcut-o la SummerSlam 2007, unde a avut un concurs de băut bere cu Montel Vontavious Porter, câștigându-l și apoi executându-i un Stunner pe actualul campion al Statelor Unite.

## Filmografie

### Filme artistice
| An   | Titlu            | Rol                      |
| ---- | ---------------- | ------------------------ |
| 2005 | The Longest Yard | Guard Dunham             |
| 2007 | The Condemned    | Jack Conrad              |
| 2009 | Damage           | John Brickner            |
| 2010 | The Expendables  | Paine                    |
| 2013 | Grown Ups 2      | Dennis "Tommy" Cavanaugh |
| 2015 | Chain of Command | Ray Peters               |
| 2015 | Smosh: The Movie | Himself                  |

### Direct-to-video
| An   | Titlu              | Rol          |
| ---- | ------------------ | ------------ |
| 2010 | The Stranger       | The Stranger |
| 2010 | Hunt to Kill       | Jim Rhodes   |
| 2011 | Recoil             | Ryan Varrett |
| 2011 | Knockout           | Dan Barnes   |
| 2011 | Tactical Force     | Tate         |
| 2012 | Maximum Conviction | Manning      |
| 2013 | The Package        | Tommy Wick   |

### Televiziune
| Serial                                | Rol                 | An           |
| ------------------------------------- | ------------------- | ------------ |
| Celebrity Deathmatch                  | El însuși           | 1998–2002    |
| Nash Bridges                          | Detective Jake Cage | 1999–2000    |
| Dilbert                               | El însuși           | 2000         |
| The Bernie Mac Show                   | El însuși           | 2005         |
| Chuck                                 | Hugo Panzer         | 2010         |
| Tough Enough                          | Gazdă/antrenor      | 2011         |
| Redneck Island                        | Gazdă               | 2012–prezent |
| Steve Austin's Broken Skull Challenge | Host                | 2014–present |
| Stone Cold Podcast                    | Gazdă               | 2015-prezent |

### Jocuri video
Jocuri video în care a fost inclus:
| An   | Titlu                                                                         |
| ---- | ----------------------------------------------------------------------------- |
| 1994 | WCW: The Main Event                                                           |
| 1998 | WWF War Zone (pe copertă)                                                     |
| 1999 | WWF Attitude (pe copertă)                                                     |
| 1999 | WWF WrestleMania 2000                                                         |
| 2000 | WWF Smackdown!                                                                |
| 2000 | WWF Royal Rumble (pe copertă)                                                 |
| 2000 | WWF No Mercy                                                                  |
| 2000 | WWF Smackdown! 2: Know Your Role                                              |
| 2001 | WWF Betrayal                                                                  |
| 2001 | WWF SmackDown! Just Bring It                                                  |
| 2001 | WWF Road to WrestleMania                                                      |
| 2002 | WWE Raw                                                                       |
| 2002 | WWE WrestleMania X8 (pe copertă)                                              |
| 2002 | WWE SmackDown! Shut Your Mouth                                                |
| 2003 | WWE Crush Hour                                                                |
| 2003 | WWE WrestleMania XIX (pe copertă)                                             |
| 2003 | WWE Raw 2                                                                     |
| 2003 | WWE SmackDown! Here Comes the Pain                                            |
| 2005 | WWE Day of Reckoning 2                                                        |
| 2005 | WWE SmackDown! vs. Raw 2006                                                   |
| 2006 | WWE SmackDown vs. Raw 2007                                                    |
| 2007 | WWE SmackDown vs. Raw 2008                                                    |
| 2009 | WWE Legends of WrestleMania                                                   |
| 2009 | WWE SmackDown vs. Raw 2010 (personaj descărcabil doar pentru PS3 & X-Box 360) |
| 2010 | WWE SmackDown vs. Raw 2011                                                    |
| 2011 | WWE All Stars                                                                 |
| 2011 | WWE '12                                                                       |
| 2012 | WWE WrestleFest                                                               |
| 2012 | WWE '13                                                                       |
| 2013 | WWE 2K14                                                                      |
| 2014 | WWE SuperCard                                                                 |
| 2014 | WWE 2K15                                                                      |
| 2015 | WWE Immortals                                                                 |
| 2015 | WWE 2K16 (pe copertă)                                                         |
| 2016 | WWE 2K17                                                                      |
| 2017 | WWE 2K18                                                                      |

## Titluri și premii
- Pro Wrestling Illustrated

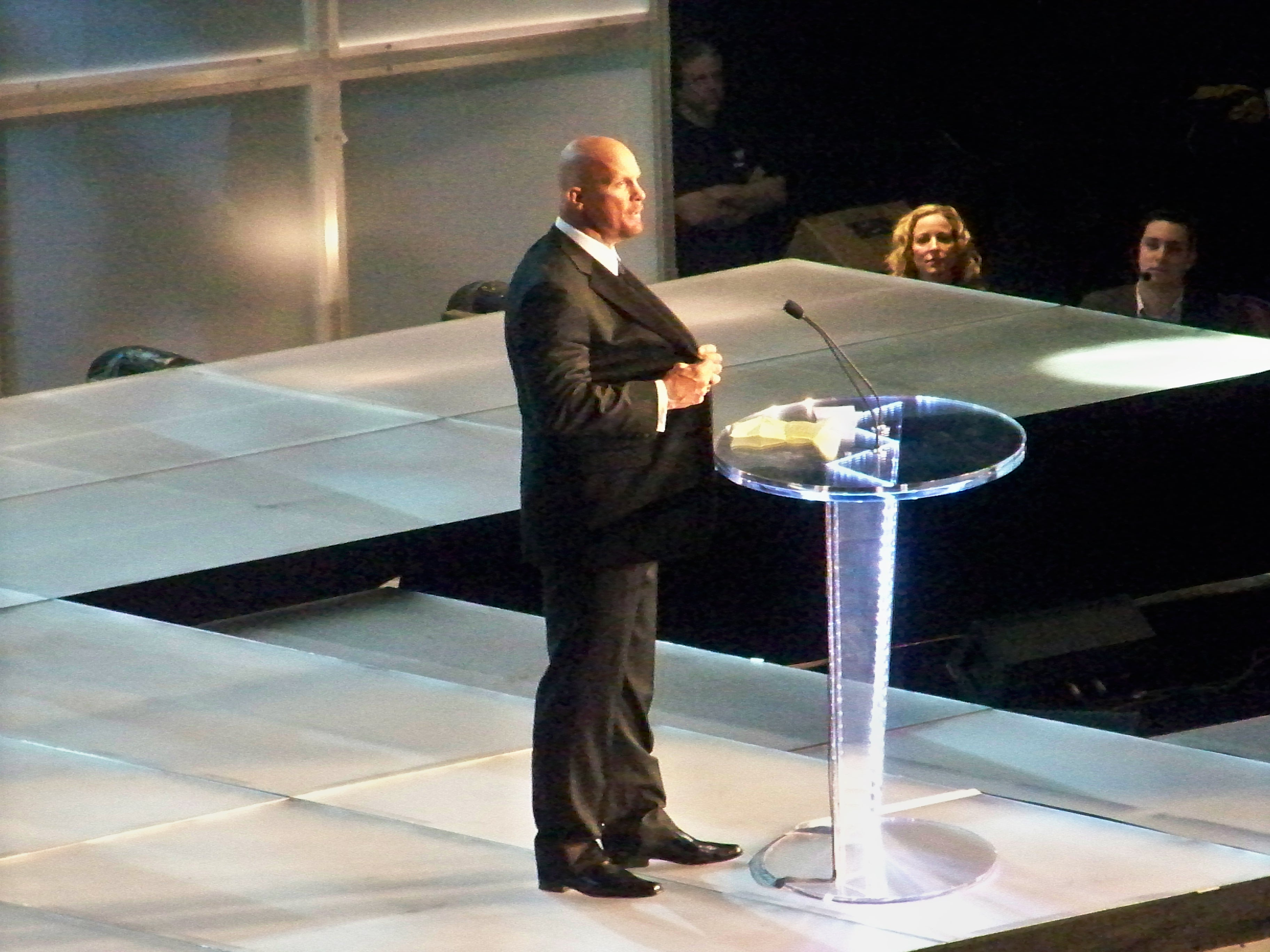
Austin being inducted into the WWE Hall of Fame

  - PWI Feudul anului (1998, 1999)[8] vs. Vince McMahon
  - PWU Lupta anului (1997)[9] vs. Bret Hart într-un submission match la WrestleMania 13
  - PWI Cel mai urăt wrestler al anului (2001)[10]
  - PWI Cel mai popular wrestler al anului (1998)[11]
  - PWI Începătorul anului (1990)[12]
  - PWI Wrestlerul anului (1998, 1999, 2001)[13]
  - PWI clasat #1 în top 500 wrestleri în PWI 500 în 1998 și 1999[14][15]
  - PWI clasat #19 în top 500 wrestleri în PWI Years în 2003
  - PWI clasat #50 în top 100 wrestleri la echipe în PWI Years cu Brian Pillman în 2003
- Professional Wrestling Hall of Fame
  - Class of 2016[16]
- Texas Wrestling Federation
  - TWF Tag Team Championship (1 dată) – cu The California Stud[17]
- World Championship Wrestling
  - WCW World Television Championship (2 ori)[18]
  - WCW United States Heavyweight Championship (2 ori)[19]
  - WCW World Tag Team Championship (1 dată) – cu Brian Pillman[20]
  - NWA World Tag Team Championship (1 dată) – cu Brian Pillman[21][22]
- World Wrestling Federation/World Wrestling Entertainment/WWE
  - WWF Championship (6 ori)[23][a]
  - WWF Intercontinental Championship (2 ori)[24]
  - WWF Tag Team Championship (4 ori) – cu Shawn Michaels (1), Dude Love (1), The Undertaker (1), și Triple H (1)[25]
  - Million Dollar Championship (1 dată)[26][b]
  - Undisputed WWF Championship #1 Contender's Tournament (2002)
  - King of the Ring (1996)[27]
  - Royal Rumble (1997, 1998, 2001)[28]
  - WWE Hall of Fame (Clasa din 2009)
  - Al cincelea Triple Crown Champion
  - Slammy Award (2 ori)
    - Libertate de exprimare (1997)
    - Cel mai original show WWE Network – Stone Cold Podcast (2015)
- Wrestling Observer Newsletter
  - Luptă de 5 stele (1992) cu Rick Rude, Arn Anderson, Bobby Eaton, și Larry Zbyszko vs. Dustin Rhodes, Nikita Koloff, Sting, Ricky Steamboat, și Barry Windham într-un WarGames match la WrestleWar
  - Luptă de 5 stele (1997) vs. Bret Hart într-un submission match la WrestleMania 13
  - Cel mai bun Box Office (1998, 1999)
  - Cel mai bun Gimmick (1997, 1998)
  - Cel mai bun Heel (1996)
  - Cel mai bun la interviuri (1996–1998, 2001)
  - Cel mai bun non-luptător (2003)
  - Feudul anului (1997) vs. The Hart Foundation
  - Feudul anului (1998, 1999) vs. Vince McMahon
  - Lupta anului (1997) vs. Bret Hart într-un submission match la WrestleMania 13
  - Cel mai carismatic (1997, 1998)
  - Începătorul anului (1990)
  - Echipa anului (1993) cu Brian Pillman ca The Hollywood Blonds
  - Wrestlerul anului (1998)
  - Cel mai bun Brawler (2001)
  - Cea mai rău muncită luptă a anului (1991) cu Terrance Taylor vs. Bobby Eaton și P.N. News într-un Scaffold match la The Great American Bash
  - Wrestling Observer Newsletter Hall of Fame (Clasa din 2000)